# Archosauriformes
Clade
Taxons de rang inférieur
- Voir paragraphe #Taxons inférieurs

Les Archosauriformes (grec pour « lézards dominants » et latin pour « forme ») forment un clade de reptiles diapsides qui s'est développé à partir d'ancêtres archosauromorphes à la fin du Permien, il y a environ 250 millions d'années . 

## Classification
Il a été défini par Jacques Gauthier (1994) comme « le clade issu du dernier ancêtre commun des Proterosuchidae et des Archosauria (le groupe qui contient les crocodiles, les ptérosaures et les dinosaures, oiseaux compris) »,.

## Présentation
Ces reptiles, qui comprennent des membres de la famille des Proterosuchidae et des formes plus avancées, étaient à l'origine des animaux ressemblant superficiellement à des crocodiles avec des démarches tentaculaires et un long museau. Contrairement à la plupart de leurs contemporains thérapsides, les protérosuchidés ont survécu à la catastrophe de la fin du Permien. Quelques millions d'années après le début du Trias, les archosauriformes se sont diversifiés au-delà du grade « protérosuchien ». D'autres archosauriformes comprennent les Erythrosuchidae (certains des premiers  sauropsides superprédateurs), les Euparkeriidae (petits reptiles agiles) et une variété d'autres reptiles étranges tels que les protérochampsidés, Vancleavea, Doswellia et Asperoris. Les archosauriformes les plus réussis, et les seuls membres à avoir survécu jusqu'au Jurassique, étaient les archosaures.
Les archosauriformes pré-Euparkeria ont déjà été inclus dans le sous-ordre Proterosuchia de l'ordre Thecodontia. Selon la méthodologie cladistique moderne, Proterosuchia et Thecodontia ont été rejetés en tant qu'assemblages paraphylétiques, et les taxons pré-archosauriens sont simplement appelés Archosauriformes basaux. En 2016, Martin Ezcurra a donné un nom au clade comprenant tous les archosauriformes plus vers la couronne que les érythrosuchidés. Il a nommé le clade Eucrocopoda, qui se traduit par « de vrais pieds de crocodile » en référence à la possession d'une cheville crurotarsienne de style crocodilienne.

## Taxons inférieurs
- † Antarctanax
- † Chasmatosuchus
- † Collilongus
- † Cuyosuchus
- † Eorasaurus
- † Kalisuchus
- † Sarmatosuchus
- † Syntomiprosopus
- † Proterosuchidae
- † Erythrosuchidae
- † Protopyknosia
- Eucrocopoda Ezcurra, 2016
  - † Asperoris
  - † Dorosuchus
  - † Polymorphodon
  - † Euparkeriidae[5]
  - † Proterochampsia
  - Crurotarsi
    - † Phytosauria
    - Archosauria

## Métabolisme
La densité vasculaire et la densité, la forme et la surface des ostéocytes ont été utilisées pour estimer le taux de croissance osseuse des archosaures, conduisant à la conclusion que ce taux avait tendance à croître chez les ornithodirans et à diminuer chez les pseudosuchiens. La même méthode soutient également l'existence de taux métaboliques au repos élevés similaires à ceux des endothermes vivants (mammifères et oiseaux) dans le clade Prolacerta- Archosauriformes qui ont été retenus par la plupart des sous-groupes, bien que diminués chez Proterosuchus, Phytosauria et Crocodilia. Les Erythrosuchidae et Euparkeria sont des archosauriformes basaux montrant des signes de taux de croissance élevés et un métabolisme élevé, avec Erythrosuchus possédant un taux similaire à celui des dinosaures à la croissance la plus rapide. La maturité sexuelle de ces taxons du Trias a probablement été atteinte rapidement, offrant un avantage dans un habitat avec des variations imprévisibles allant de fortes précipitations à la sécheresse et à une mortalité élevée. Vancleavea et Euparkeria, qui présentent des taux de croissance plus lents par rapport à Erythrosuchus, ont vécu après la stabilisation climatique. Les premiers archosaures de la couronne possédaient des taux de croissance accrus, qui ont été retenus par les ornithodiens. Les ornithosuchiens et les Poposauroidea sont des crocodiliens à tige qui présentent des taux de croissance élevés similaires à ceux des archosauriformes basaux.
Des preuves développementales, physiologiques, anatomiques et paléontologiques indiquent que les crocodiliens ont évolué à partir d'ancêtres endothermiques. Les crocodiliens vivants sont des prédateurs d'embuscade adaptés à un mode de vie semi-aquatique qui bénéficie de l'ectothermie en raison de la plus faible consommation d'oxygène qui permet un temps de plongée plus long. Le mélange de sang oxygéné et désoxygéné dans leur système circulatoire est apparemment une innovation qui profite à la vie ectotherme. Les archosaures antérieurs n'avaient probablement pas ces adaptations et avaient à la place un sang complètement séparé comme le font les oiseaux et les mammifères,. Un processus similaire s'est produit dans les phytosaures, qui étaient également semi-aquatiques.
Les similitudes entre les téguments des ptérosaures, des ornithischiens et des coelurosauriens suggèrent une origine commune de l'isolation thermique (plumes) chez les ornithodires il y a au moins 250 millions d'années,. Les Erythrosuchidés vivant dans les hautes latitudes pourraient avoir bénéficié d'une sorte d'isolation. Si Longisquama était un archosauromorphe, il pourrait être associé à l'origine des plumes,.